# Garance voyageuse
Rubia peregrina
Pour les articles homonymes, voir Garance.
Espèce
Classification phylogénétique
La Garance voyageuse (Rubia peregrina) est une plante de la famille des Rubiacées. Il ne faut pas la confondre avec une autre espèce de garance, Rubia tinctorum L. (la garance des teinturiers), dont la racine était autrefois utilisée pour produire une teinture rouge.

## Description
La tige, carrée, à aiguillons crochus, est grimpante. Elle peut mesurer plus de 1 m de long. Ses feuilles persistantes et coriaces sont ovales-lancéolées et possèdent des dents crochues sur la nervure médiane et le bord du limbe.
La floraison s'étale de juin à août. Les fleurs, disposées en cymes axillaires, au sommet de longs pédoncules, sont petites (2 mm de diamètre), jaune pâle, les cinq pétales brusquement terminés par une pointe. La plante est hermaphrodite et à pollinisation entomogame.
Le fruit est une baie charnue, lisse, verte puis noire à maturité. Sa dissémination est endozoochore.

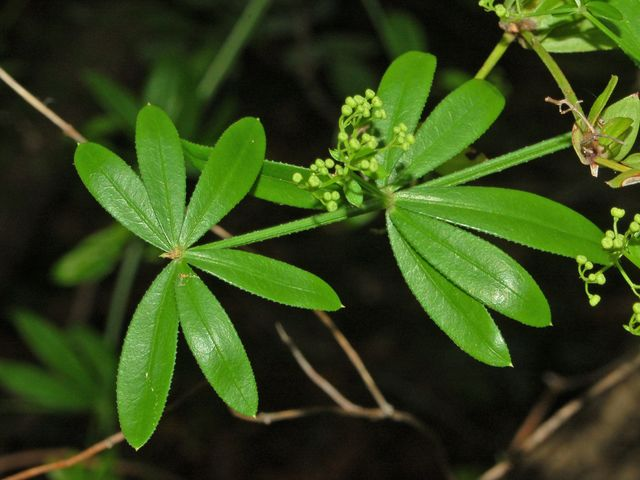
Feuilles de garance voyageuse
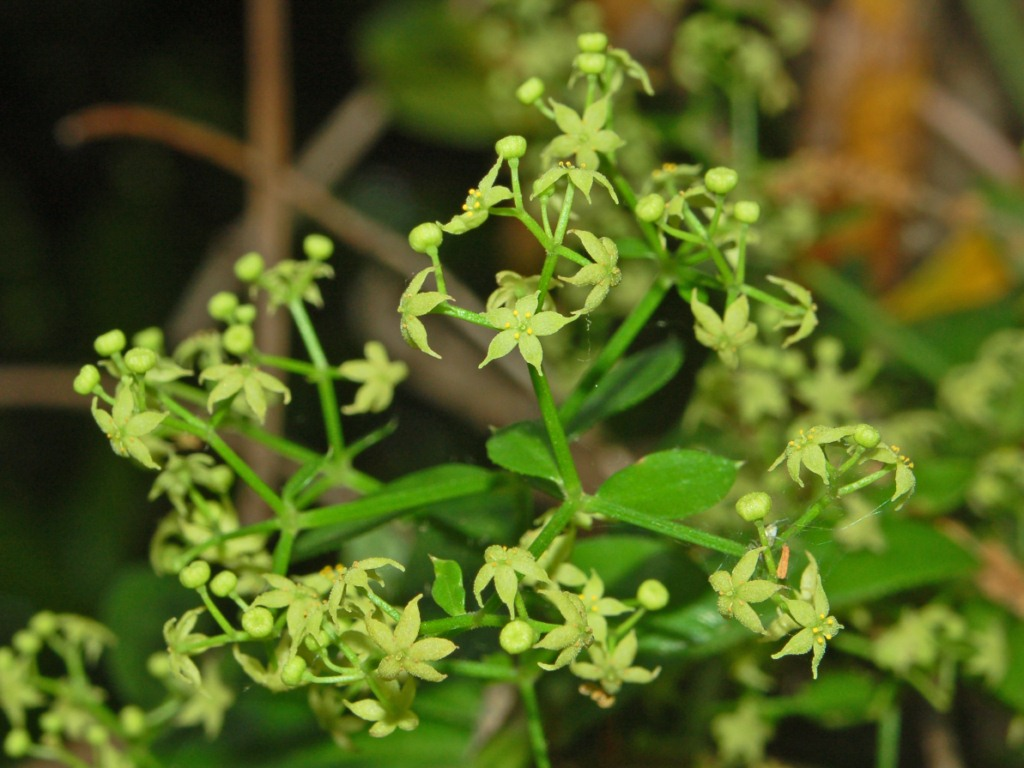
Fleurs
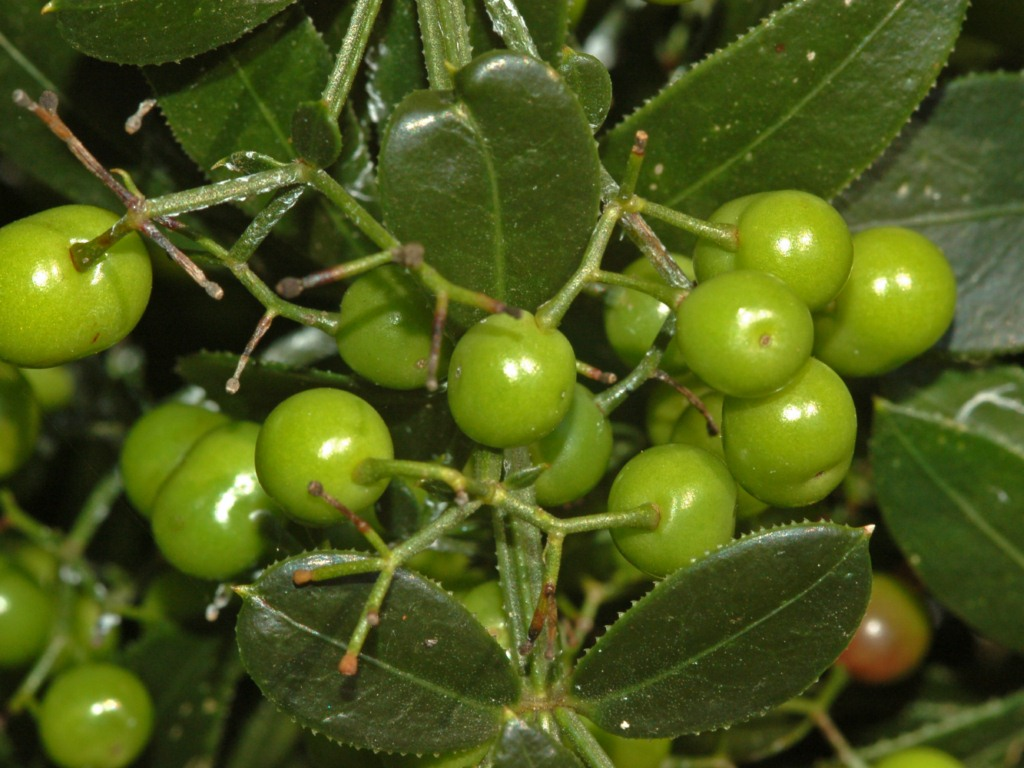
Fruits verts
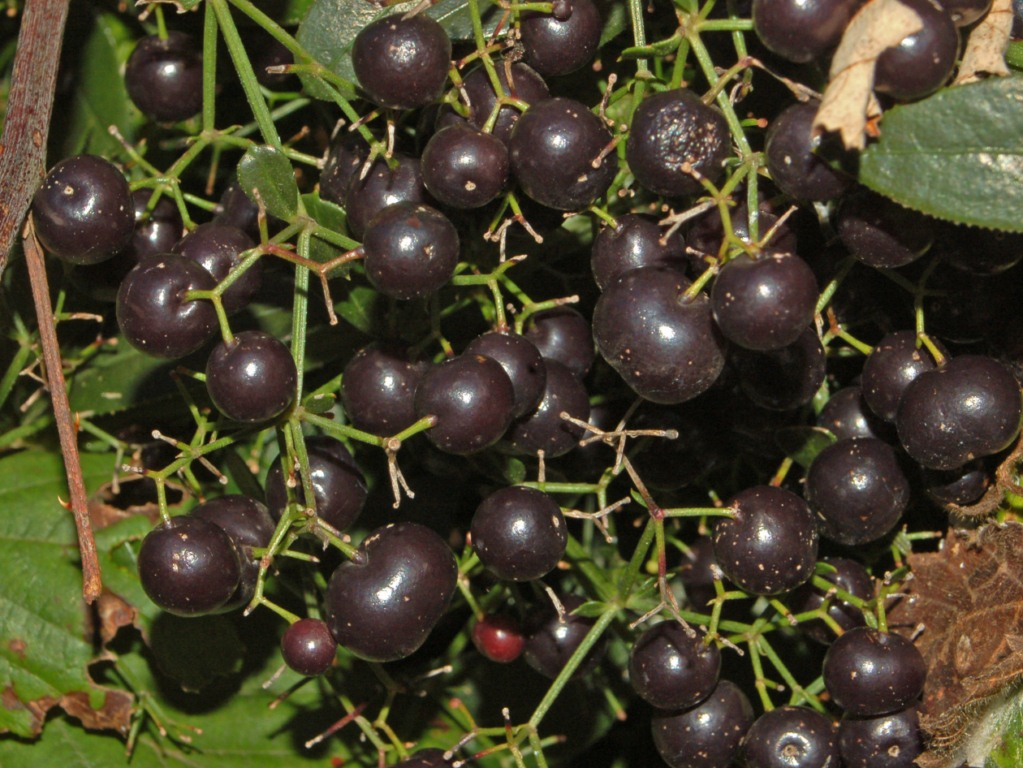
Fruits murs

## Propriétés
Comme chez la garance des teinturiers, la racine est riche en matières colorantes du type anthraquinones (rubia veut dire « rouge » en latin).
La toxicité éventuelle des fruits est inconnue. La littérature ne relate aucune intoxication sérieuse, tout au plus soupçonne-t-on une légère toxicité digestive.
En l'absence de données, le doute existe et il vaut mieux éviter de la consommer.

## Localisation et comportement
L'espèce est plutôt méditerranéenne, assez commune à très commune dans la moitié sud de la France. Elle se raréfie en remontant vers le nord et le nord-est.
On trouve la garance voyageuse au bord des routes et des chemins, grimpant dans les broussailles, et colonisant les buissons.